# Taro Kudo
Taro Kudo (工藤 太郎, Kudō Tarō) is een Japanse ontwerper van computerspellen en computerspelmuziek.
Kudo begon zijn carrière in dienst van Konami en Square in de jaren 90. In 1996 ging hij, samen met een aantal andere ontwerpers die voorheen bij Square hadden gewerkt, aan de slag bij de onafhankelijke computerspelontwikkelaar Love-de-Lic, waar hij UFO: A Day in the Life ontwierp. Kudo richtte in 1999 het bedrijf Vanpool op, waar hij tot op heden de directeur van is. Dit bedrijf is onder andere bekend als de maker van de spin-off serie van spellen over Tingle uit The Legend of Zelda die uitgegeven werd door Nintendo.

## Projecten
- Axelay (componist, vermeld als "Taro")
- Freshly-Picked Tingle's Rosy Rupeeland (ontwerp)
- Mario & Luigi: Superstar Saga (ontwerp)
- Super Castlevania IV (componist, samen met Masanori Adachi, vermeld als "Souji Taro")
- Super Mario RPG (ontwerp)
- Moon: Remix RPG Adventure (ontwerp, schrijver, componist)
- UFO: A Day in the Life (ontwerp)[3]
- Endonesia (ontwerp)
- Irozuki Tincle no Koi no Balloon Trip (ontwerp)
- Paper Mario: Sticker Star (co-regisseur, scenario-ontwerp)
- Chibi-Robo! Zip Lash (producent)
- Paper Mario: Color Splash (co-regisseur, schrijver)